# Schiacciacuore
Schiacciacuore è un singolo della cantautrice Nina Zilli e del rapper Nitro, pubblicato il 5 giugno 2020.

## Descrizione
La canzone è stata scritta durante la pandemia di COVID-19. È stato reso disponibile a giugno 2020, durante la giornata mondiale dell'ambiente. Oltre a essere una canzone d'amore, il singolo è metafora di una riflessione sulla relazione tra uomo e pianeta terra.

## Video musicale
Il videoclip, diretto da The Astronauts, è stato pubblicato il 19 giugno 2020 attraverso il canale YouTube della cantante. Il video mette in scena un non-luogo animato in 2D con immagini colorate e folli ambientazioni.

## Tracce
Testi di Maria Chiara Fraschetta e Daniele Lazzarin.
1. Schiacciacuore – 2:27